# 토우 (섬유)

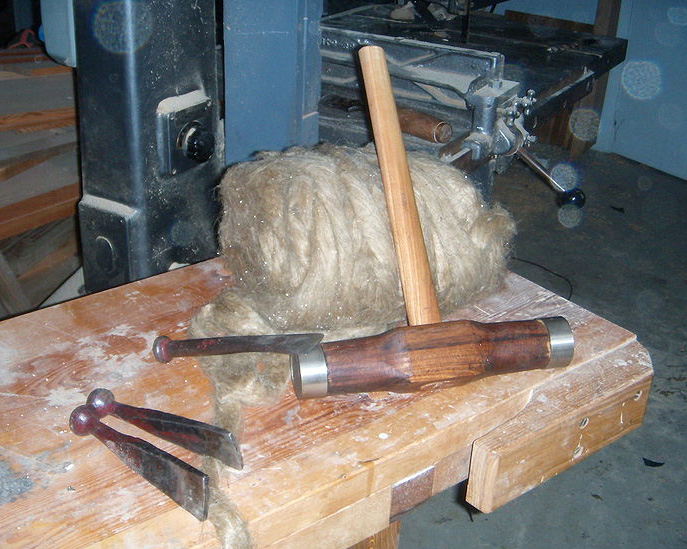

토우(tow)은 노즐에서 섬유로 했을 때, 연속 섬유의 굵은 다발로서 다음의 방적 공정에서 사용할 수 있다.